# Reino Kuuskoski
Reino Iisakki Kuuskoski (18. ledna 1907, Loimaa – 27. ledna 1965, Helsinky) byl finský právník a úředník. V letech 1953–1954 byl ministrem spravedlnosti v úřednické vládě, od dubna do srpna 1958 byl premiérem Finska, stál v čele polopolitické vlády. Byl členem Agrární ligy (dnes Finský střed). V letech 1946–1947 byl parlamentní ombudsman, v období 1955–1958 vedl Ústav sociálního pojištění, v letech 1958–1965 Nejvyšší správní soud. Byl blízkým přítelem a spojencem Urho Kekkonena. Jeho synovec Eevy Kuuskoski se stal rovněž politikem a ministrem.